# Hydra mariana
Hydra mariana is een hydroïdpoliep uit de familie Hydridae. De poliep komt uit het geslacht Hydra. Hydra mariana werd in 1973 voor het eerst wetenschappelijk beschreven door Cox & Young. 